# 国民体育大会相撲競技
国民スポーツ大会相撲競技（こくみんたいいくたいかいすもうきょうぎ）は、国民スポーツ大会で行われるアマチュア相撲の大会である。

## 大会方式
男子のみで少年(高校生)・成年(18歳以上)に分かれてそれぞれ団体戦・個人戦で実施。
団体戦は、少年5名・成年3名で構成されたチームにより、予選3回戦の勝数上位16チームによるノックアウトトーナメント方式で争う。
個人戦は、団体予選全勝者に出場資格が与えられ、団体戦同様にトーナメント方式で争う。また、成年の部でベスト8まで勝ち抜いた選手は、幕下最下位格付出の資格を、成年の部でベスト16まで勝ち抜いた選手と、少年の部でベスト4まで勝ち抜いた選手は、三段目最下位格付出の資格を取得できる。
ただし、いずれの資格も該当する成績を修めた日から1年以内が期限とされる。

## 歴史
第1回大会より開催されている。

## 歴代団体優勝と個人優勝
以前は教職員の部などもあったが、競技人口の減少から現在は少年の部と成年の部の2部門になっている。表は2部門体制になって以降の優勝。大相撲入りした選手は四股名を併記した。
| 回 | 年度 | 開催地 | 総合優勝 | 少年の部団体優勝 | 少年の部個人優勝         | 成年の部団体優勝 | 成年の部個人優勝           |
| -- | ---- | ------ | -------- | ---------------- | ------------------------ | ---------------- | -------------------------- |
| 63 | 2008 | 大分   | 石川県   | 石川県           | 武田恭平                 | 鳥取県           | 宮本泰成（妙義龍泰成）     |
| 64 | 2009 | 新潟   | 石川県   | 石川県           | 正代直也（正代直也）     | 鳥取県           | 森本太良                   |
| 65 | 2010 | 千葉   | 石川県   | 埼玉県           | 長谷川将臣               | 石川県           | 明月院秀政（千代大龍秀政） |
| 66 | 2011 | 山口   |          | 鳥取県           | 木崎信志（美ノ海義久）   | 富山県           | 山口雅弘（大喜鵬将大）     |
| 67 | 2012 | 岐阜   |          | 埼玉県           | 打越奎也（阿武咲奎也）   | 石川県           | 遠藤聖大（遠藤聖大）       |
| 68 | 2013 | 東京   |          | 鳥取県           | 斉藤学                   | 長崎県           | 中村大輝（北勝富士大輝）   |
| 69 | 2014 | 長崎   |          | 石川県           | 白石雅仁（東白龍雅士）   | 長崎県           | 荒木関賢悟                 |
| 70 | 2015 | 和歌山 |          | 石川県           | 城山聖羅                 | 富山県           | 黒川宗一郎                 |
| 71 | 2016 | 岩手   |          | 埼玉県           | 川副圭太（川副圭太）     | 新潟県           | 西郷智博                   |
| 72 | 2017 | 愛媛   |          | 埼玉県           | 納谷幸之介（王鵬幸之介） | 新潟県           | 城山聖羅                   |
| 73 | 2018 | 福井   |          | 埼玉県           | 齋藤大輔（北の若大輔）   | 新潟県           | 城山聖羅                   |
| 74 | 2019 | 茨城   |          | 鳥取県           | 亀井颯人                 | 新潟県           | 中村泰輝（大の里泰輝）     |
| 77 | 2022 | 栃木   | 鳥取県   | 鳥取県           | 成田力道                 | 新潟県           | 中村泰輝（大の里泰輝）     |
| 特 | 2023 | 鹿児島 |          | 愛媛県           | 國次晃輔                 | 鳥取県           | 川渕一意（一意虎風）       |
| 78 | 2024 | 佐賀   | 鳥取県   | 鳥取県           | 福崎真逢輝（福崎真逢輝） | 石川県           | 大森康弘                   |